# Baks

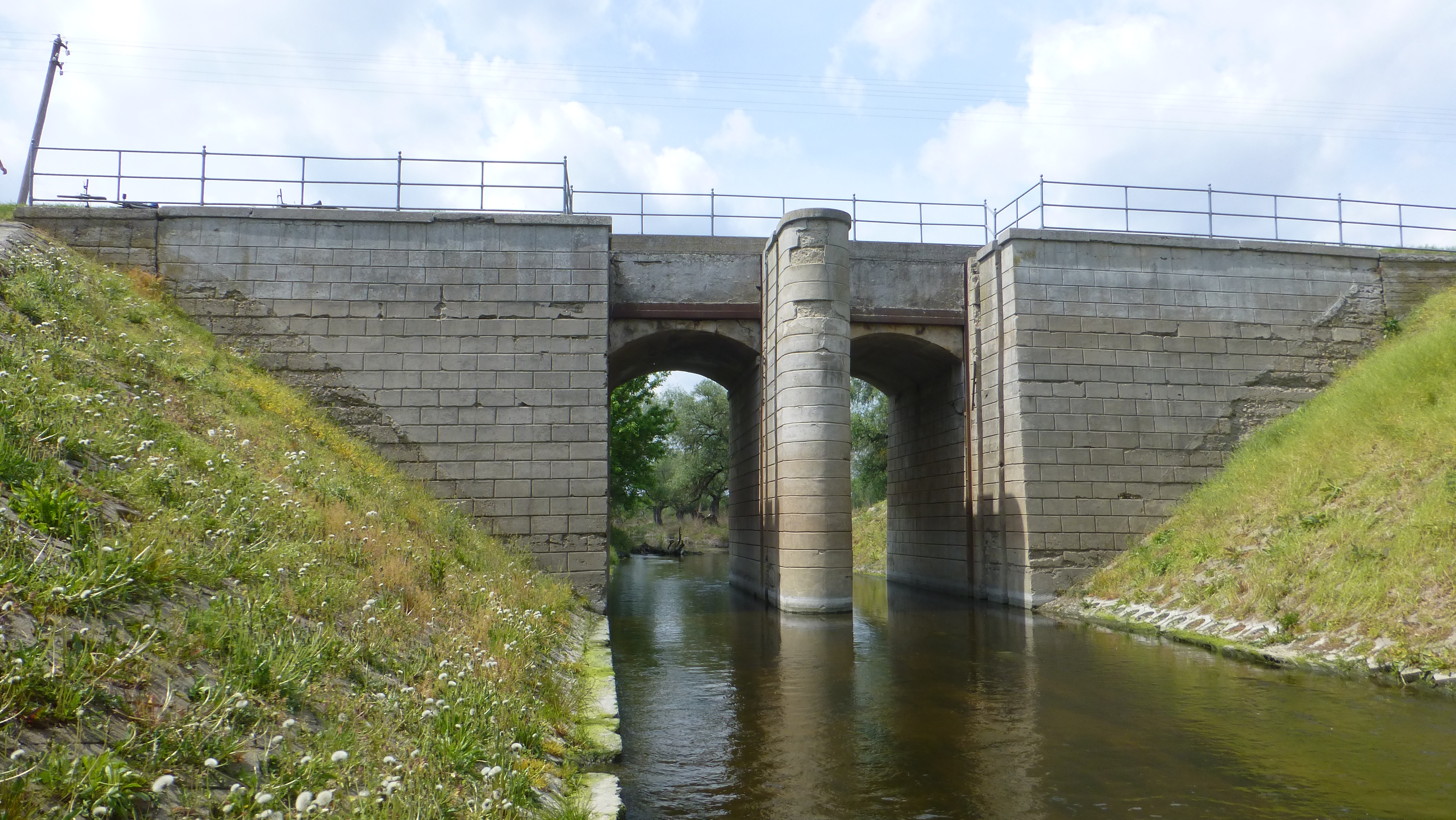

Baks är en mindre stad i provinsen Csongrád-Csanád i Ungern. År 2019 hade Baks totalt 1 976 invånare.